# Margot Taulé
Rose Margarite "Margot" Taulé Casso (Santo Domingo, República Dominicana, 30 de agosto de 1920 - ibíd. 11 de julio de 2008) fue una ingeniera, y arquitecta dominicana y fue la primera mujer en convertirse en una ingeniera profesional registrada, y arquitecta en la República Dominicana.

## Vida y educación
Taulé es nieta inmigrantes franceses. Y estudió, de 1940 a 1944, en el Departamento de Ingeniería civil y Arquitectura en la ex Universidad de Santo Domingo (hoy Universidad Autónoma de Santo Domingo), y en 1948, fue galardonada con la licenciatura en ingeniería y arquitectura.

## Obras
Fue responsable del diseño estructural del edificio que alberga el Congreso Nacional Dominicana. Esa estructura fue encargado por el dictador Rafael Leónidas Trujillo, en la década de 1960 y todavía está en uso hoy en día. También trabajó como ingeniera de estructuras, junto con otros grandes arquitectos dominicanos como Henry Gazón, Guillermo Gonzales, Leo Pou, y José A. Caro.

## Academia
Taulé también hizo aportes muy significativos y duraderos en el desarrollo académico de la ingeniería y la profesión de arquitecto en la República Dominicana. En 1956 obtuvo por oposición el título de Profesora Titular en la Universidad de Santo Domingo. Ocupó el cargo hasta 1964, cuando la universidad cambió su nombre por el de Universidad Autónoma de Santo Domingo.
En 1966, un grupo de profesores y distinguidos intelectuales, frustrados con la situación en la Universidad Autónoma de Santo Domingo fundaron la Universidad Nacional Pedro Henríquez Ureña (UNPHU). Margot fue una de las profesores fundadoras y miembro de su Comité directivo principal. En la UNPHU, trabajó como profesora en los Departamentos de ingeniería civil, arquitectura y matemática. En varias ocasiones, también ocupó el cargo de Decana de Arquitectura, Decana de Ingeniería. Y en 2003, fue elegida para el Consejo de administración como rectora de la universidad, cargo que ocupó hasta 2005.

## Honores
- 1985: recibió el título de Profesora Distinguida por la UNPHU, citando sus contribuciones a la educación en ingeniería y arquitectura.[6]